# Квинт Юлий Корд
Квинт Юлий Корд (на латински: Quintus Iulius Cordus) e политик на Римската империя през 1 век.
През 71 г. е суфектконсул заедно с Гней Помпей Колега.